# 裴頠
裴 頠（はい ぎ、泰始3年（267年） - 永康元年4月3日（300年5月7日））は、中国西晋時代の政治家・思想家。字は逸民。本貫は河東郡聞喜県。裴秀の次男である。

## 生涯

### 若き日
代々高官を輩出する名族の出身であり、祖父の裴潜は尚書令、父の裴秀は司空まで昇った。西晋の重臣の賈充は裴頠の叔母の夫に当たった。幼い頃からその人柄と博識さで知られており、当時の御史中丞であった周弼は裴頠と会うと「裴頠は武庫のように軍隊を自在に制御できる才を持っている。まさしく一時代の傑物である」と感嘆した。賈充は上表して「裴秀は国家創業において勲功がありましたが、不幸にも長男（裴濬）は他界し、その嫡子（裴憬）はまだ幼いです。裴頠は才能・徳望は傑出しており、次の世代を興隆させるに足る者です」と進言すると、詔が下り、裴頠は父の爵位である鉅鹿郡公を継ぐ事を命じられた。裴頠は固くこれを辞退したが、朝廷は認めなかった。また裴頠は当時喪に服していた裴濬の子の裴憬についても、親の代からの功績を論述して取り立てるよう上表し、これにより裴憬は高陽亭侯に封じられた。太康2年（281年）、召しだされて太子中庶子となり、やがて散騎常侍に移った。また、司徒王戎の娘を妻とした。

### 国政を司る
太熙元年（290年）4月、司馬衷（恵帝）が即位すると、国子祭酒に任じられ、右軍将軍を兼任した。
永平元年（291年）3月、司馬衷の皇后賈南風は司馬炎の外戚楊駿の権勢を妬み、恵帝の弟であった楚王司馬瑋らと結託して政変を起こした。司馬瑋の軍勢によって殿中が制圧されると、裴頠は楊駿の配下であった劉豫の下に向かい、「太傅（楊駿）は2人の従者を従えて、白い車に乗って西へ向かわれました」と嘘を伝えた。劉豫は楊駿に見捨てられたと思い「私は一体どうすれば良いのだろうか」と尋ねると、裴頠は「廷尉に出頭されるのが宜しいかと思われます」と答えた。劉豫は兵権を裴頠に預けて廷尉に向かい、これにより楊駿の配下を穏便に接収する事に成功した。その後楊駿が誅殺されると、この功により裴頠は武昌侯に封じられたが、裴頠はこれを辞退して嫡流にある兄の子の裴憬を代わりに封じるように請うた。最終的には自身の次男であり、恵帝の娘婿でもあった裴該が封じられた。
同年（元康元年）6月、賈南風は国政を掌握していた汝南王司馬亮と録尚書事衛瓘を排斥するため、楚王司馬瑋に密詔を与えて彼らを殺害させた。さらに、司馬瑋が独断で詔書を偽造して司馬亮と衛瓘を殺害したと宣言し、司馬瑋を捕らえて処刑した。この事件以降、賈南風は賈謐・郭彰ら一族と共に天下を専断するようになり、当時評判のあった張華に政権運営を委ねる事を考え、賈一族と姻戚関係にあった裴頠にこの事を相談した。裴頠はかねてより張華を重んじていたので、これに賛成した。裴頠もまた侍中に抜擢され、張華・賈模と共に朝政の重臣として国政に携わった。
裴頠は学校の修建を上奏したほか、石碑には経書の内容を刻印し、皇太子司馬遹への教育として書物を読ませて儀礼を学ばせた。また儒教の思想を重視し、釈奠を行って孔子を祀うなどした。また、荀勗の定めた律度（古代の計度）を学び、古尺（度量衡の基準）を研究した。古尺は当時に用いられている基準よりも4分余り短かったので、裴頠は上表して、古代と現在とでの度量衡の差異が、医療上の問題の温床となっている可能性を訴え、度量衡の改訂を進言したが、これは認められなかった。
元康6年（296年）、趙王司馬倫は洛陽に入ると、賈南風に媚び諂って録尚書事や尚書令の地位を求めた。しかし裴頠は彼の人となりを軽蔑していたため、張華と共にこれに反対した。これにより両者は司馬倫の恨みを買う事となった。
魏晋の時代は清談は流行するようになり、琅邪王氏の出身である王衍などは名望も高かったが、清談による空論を好んで実務を軽視し、朝廷の士大夫らもこれに追従したため、裴頠はこうした風潮を深く憂慮するようになった。元康7年（297年）には著書『崇有論』において「清談を行う者達は衒学的な文章で人々を惑わし、虚無を貴ぶ気風を形成している。これにより国家の大事が軽視され、実務が疎かとなり、職務に忠実な者が少なくなった。今の世では虚無を口にすれば『玄妙』と称えられ、官に就いても職を全うしなければ『雅遠（高雅）』といわれ、廉潔を守らず汚職をしても『曠達（豁達）』と褒められる有様となった。虚無は決して民衆に益となるものではない」と清談の弊害を広く訴えたが、当時すでに清談の気風が定着していたため、『崇有論』はなかなか受け入れられなかった。また王衍とその側近らとも、清談の在り方を巡って幾度となく激論を交わした。

### 賈南風の暴虐
賈南風の淫虐が日々酷くなるのに際して、裴頠はこの事を憂慮しており、ある時賈南風の親族であった賈模からも、張華らと共にこの件に関して相談を受けた。この談義の後、裴頠は幾度も賈南風の母の郭槐の下へ赴き、賈南風へ皇太子と親しく接し、宮中での行いを慎むように諫めて欲しいと頼みこんだ。ある人物は裴頠に対し「賈南風に改める様子がないのであれば、病を理由にして朝廷から離れるべきだ。そうでなければたとえ何度諫言をしたところで、近々禍から逃れることはできないだろう」と告げたが、裴頠は感慨の嘆息を漏らしたものの、それを実行する事はなかった。8月、裴頠は尚書僕射に任じられ、侍中はそのままとされた。
賈模もまた幾度も賈南風へ諫言したが、逆に疎んじられるようになり、憂憤から病にかかり死去した。そこで恵帝は賈模の後任として、裴頠へ門下の事務を主管するよう命じると、裴頠は上書して「陛下は近親の情に溺れて外戚ばかりを登用しており、故に世は治まっておりません。朝廷は外戚に偏った権限を等しくし、代わって以前よりこの風潮を諫めてきた者を重用すべきです」と述べ、自らもまた賈氏の縁戚に当たる立場であった事から辞退したが、恵帝は再度特別に詔を下し、任官を受けるよう諭した。

### 司馬遹廃嫡
裴頠は賈南風が皇太子司馬遹を疎ましく思っているのを知ると、司馬遹を守ろうと考え、司馬遹の母である謝玖の位号を高めるよう上表した。また、皇太子を護衛する官吏を増置するよう上表すると、司馬遹には3000の兵が与えられ、東宮においては1万人が宿衛するようになった。また皇太子の取り巻きであった陳匡・韓嵩らに対しても、裴頠は「東宮の存在意義は皇太子を教え導くことにあります。太子は成長して立派な人物として模範となるべきであるのに、未だに侍従らの評判ばかりが聞こえてきます」と釘を刺した。
元康9年（299年）12月、賈南風は司馬遹を入朝させると、恵帝の命と称して大量の酒を飲ませて酩酊状態に陥らせた上で、自身が帝位の簒奪を狙っているという旨の文章を紙に書き写させ、これを恵帝へと提出した。これを読んだ恵帝は、群臣を集めて司馬遹に死を命じる旨を宣言した。百官は誰も何も言う事が出来なかったが、張華は諫めて「これは国の大禍であります。漢の武帝より今まで、正嫡を廃立する毎にいつも変事が起こっております。その上、我が晋国は天下を有して未だ日も浅いのです。願わくは陛下、よくお調べになられんことを」と述べると、裴頠も「太子の普段の筆跡と比べるべきです。偽物の恐れがあります」と訴えた。だが、賈南風が筆跡が分かる書類十数枚を見せると、これを否定する事はできなかった。しかし裴頠はなおも張華と共に頑なに反対を続けた結果、賈南風は裴頠らの決意の堅さを知り、政変を起こされる事を懸念したため、ついに司馬遹の処刑を諦め、妥協して庶人に落とすよう進言し、司馬衷はこれに同意した。

### 最期
永康元年（300年）、右衛督司馬雅・常従督許超は賈南風を廃して皇太子の復位を目論んだが、張華と裴頠はこれに応じなかったので、強大な兵権を握る趙王司馬倫に協力を仰ごうと思い、司馬倫の腹心孫秀へ協力を持ち掛けた。孫秀は表向きはこれに同意したが、裏では密かに司馬倫へ、廃立の謀略をわざと漏らして賈南風に司馬遹を殺害させ、その後仇をとるという大義名分で賈南風を廃して政権を掌握するよう勧め、司馬倫は同意した。孫秀がこれらの噂を流すと、賈南風はこれに驚愕し、黄門孫慮に命じて司馬遹を殺害させた。
4月3日、司馬倫・孫秀らは政変を決行すると、賈南風とその一族を尽く捕らえた。司馬倫には帝位簒奪の野心があり、孫秀と謀議して朝廷で声望ある者を除く事に決めた。司馬倫は過去の一件から裴頠を怨んでいたので、詔を偽って裴頠へ招集を命じた。裴頠は張華と共に捕らえられ、そのまま処刑された。享年34であった。
裴頠には裴嵩・裴該という二人の子がおり、司馬倫はこれも誅殺しようと考えたが、梁王司馬肜と東海王司馬越は、裴頠の父の裴秀は王室に勲功ある人物であるから、太廟を配食して子孫を滅ぼすべきではないと述べ、帯方郡へ流すよう勧めた。
後に司馬倫・孫秀が誅殺されると、裴頠は罪を除かれて卿の礼で改葬され、成と諡された。また、裴嵩は後継として爵位を継ぎ、中書黄門侍郎に任じられた。後に、裴該は父の従兄弟である裴凱に従って江南へ逃れ、散騎常侍に任じられたが、乞活の陳午に殺された。

## 人物
学識が広く道理に通じて見聞を広めており、医術の知識もあった。裴頠は賈南風の親戚であったが、名声高く朝野から信望を集めており、誰も裴頠が外戚との繋がり故に昇進しているとは考えず、ただ裴頠が高官の地位から去ってしまうのを恐れていたという。裴頠は『弁才論』を著して古今の精義にみな注釈をつけたが、完成させる前に災禍に見舞われた。『旧唐書』経籍志によると、裴頠は文集10巻を著していたというが、当時既に散逸していたという。

## 逸話
- ある時、武帝司馬炎は占いにより西晋の運命を占ったことがあり、占いにより『一』の字を得た。司馬炎はこれを一代で命運が尽きるという意味に捉え、非常に不機嫌になり、大臣達もみな顔を見合わせて青ざめた。裴頠は進み出ると、何晏が著した『老子注』を下に「天は『一』を得て清をなし、地は『一』を得て寧をなし、侯王は『一』を得て国家の員をなします」と述べて憂い事を逆転させると、皆大いに喜んだ。

- ある時、楽広はかつて裴頠と清談を行うと、彼を言い負かしたいと思ったが、裴頠は豊富な知識と巧みな話術を有していたので、楽広は笑ってごまかすばかりで答えることが出来なかった。世の人は裴頠の事を言談の林薮であると称えたという。
- 平陽出身の韋忠は評判の人物であり、裴頠は彼を称賛し張華に推薦したが、韋忠は病と称して招聘に応じなかった。ある人にその理由を問われた韋忠は「私は貧困な賤士に過ぎず、もとより仕官の志など持ってはいない。それに張茂先（張華）には華がありながらも実が無く、裴逸民（裴頠）はその欲に飽きる事が無い。典礼を棄てて賊后（賈南風）に附し、これがどうして大丈夫（立派な人物）の為すべき事であろう。裴逸民（裴頠）はいつも私に心を託してくれるが、私はいつも彼が深淵に溺れてその余波が私に及ぶことを恐れている」と述べ、賈南風の暴挙を止められないままだった裴頠を批判し、その最期を予期していた。